# Хървоев мисал
Хървоевият мисал е хърватска късносредновековна богослужебна книга, чийто ръкопис е сочен като един от най-красивите и значими образци на литературата на хърватска глаголица.
Съдържа 96 миниатюри и 380 инициала и е изработен около 1404 година в далматинския град Сплит, по това време част от Унгария, от писаря Бутко по поръчка на хърватския бан Хървое Вукчич Хърватинич.

## Галерия
- Хървое Вукчич Хърватинич на миниатюра в мисала
- Страница от мисала
- Страница от мисала